# 歌仔戲
歌仔戲（臺羅：kua-á-hì）是二十世紀初葉發祥於臺灣宜蘭，是目前臺灣漢族最興盛的傳統戲曲之一，也是具代表性的表演藝術。歌仔戲是以臺語演唱古漢文（文言文）及白話文為主的戲劇。早期演出內容多半為讓大眾也能接觸文雅辭彙或忠孝節義活動之一，也是臺灣漢族文化的代表。歷經時代更迭曾幾度遭到殖民政府打壓、排擠。步入當代的歌仔戲演出型式內容日漸豐富、多元、精緻，當代更出現許多享譽國內外的知名戲團與重要文藝傳承人。2009年頒定為臺灣文化資產之重要傳統藝術類。

## 歷史沿革

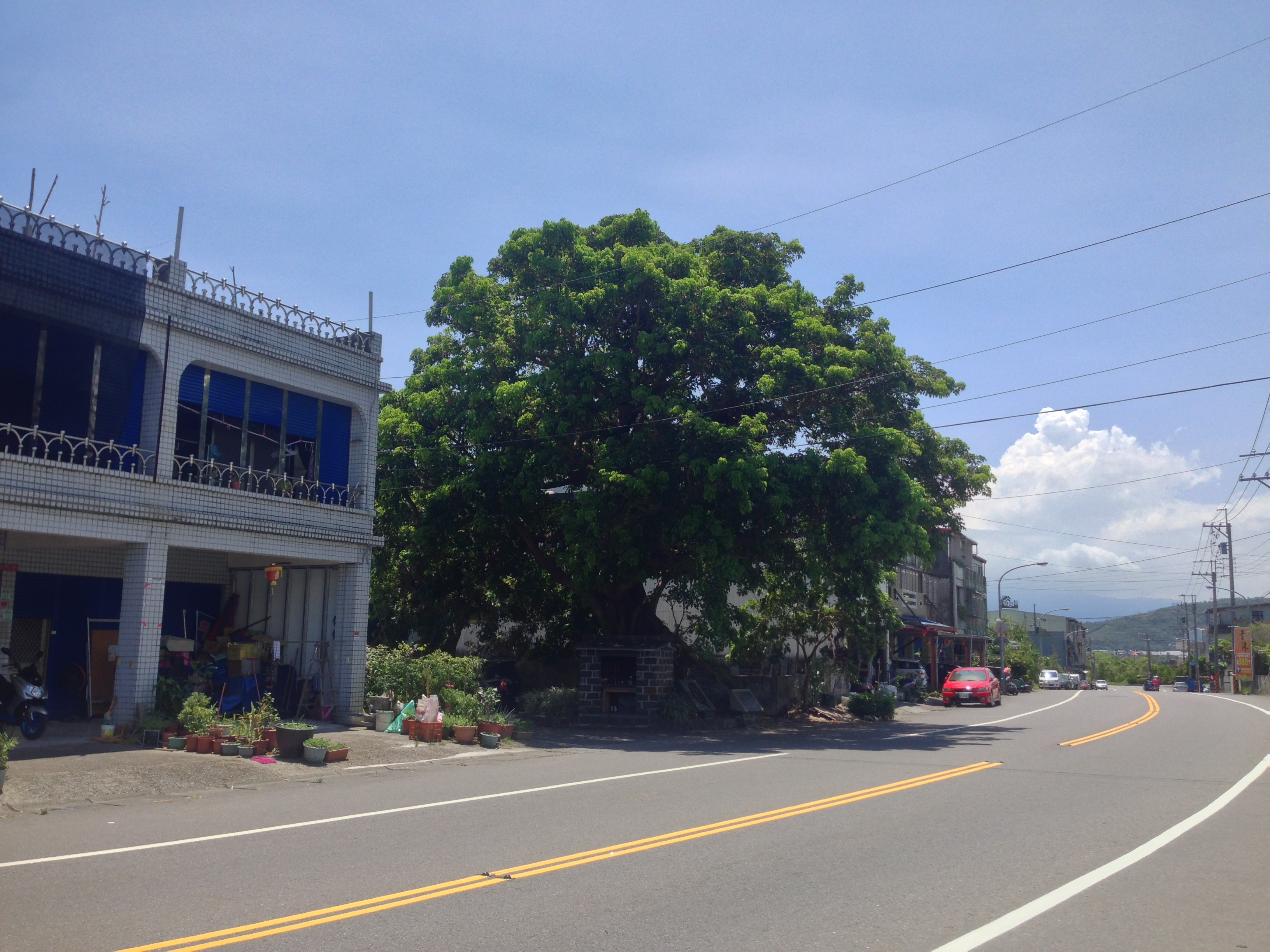
員山結頭份大樹公傳說為歌仔戲的發源地。

歌仔戲為發源於臺灣宜蘭的本土漢文劇種，約產生於臺灣日治時期1900年代前後。歌仔戲正式的雛形為宜蘭本地的落地掃，吸收車鼓弄等元素，慢慢發展成小戲。而後又學習崑曲、高甲戲、亂彈戲、京劇等各類大戲逐漸具備完整的戲曲形式。
隨著漢文化進入蘭陽平原，最初只是閩南漳州移民帶來其原鄉流傳的「歌仔」小調與當地流傳的「歌仔」與「車鼓」，便在宜蘭融合發展成為「本地歌仔」。
而歌仔戲的創始者則眾說紛紜，有「歌仔助」歐來助、「陳高犁」、「貓仔源」等說法。本地歌仔在早期移民傳唱時，將多首歌仔套詞，形成完整的劇情，坐場清唱。爾後才加上角色扮演和動作，形成最初的型式，且稍具戲曲雛形的歌舞小戲，之後加入各種服裝及角色後，逐漸成為大戲。
歌仔戲形成完整的戲劇表演後，由於採用臺灣話演出，貼近民眾生活語言，且曲調採自歌謠小調，極受臺灣百姓歡迎，就連原本的大戲戲班如亂彈、高甲、京劇戲班都與歌仔戲合作，也促使歌仔戲吸收許多大戲的元素。南、北管戲曲雖深入臺灣民間，但南管（梨園）戲以閩南語泉州話演唱，對於漳州移民或後期使用漳泉混合腔的大眾是有隔閡的，北管（亂彈）戲則是以所謂的「湖廣官話」做為演出語言，更不是一般民眾的生活語言，歌仔戲之所以迅速風行與它淺顯易懂容易引起很共鳴有很大關係。
1925年，回傳入福建思明（今廈門市），自此流行於閩南地區。1927年，傳入馬來西亞、新加坡、菲律賓等地，自此逐漸風行東南亞華人地區，當地開始組織歌仔戲團。
臺灣日治時期，歌仔戲備受批判，以為猥瑣，甚至傷風敗俗。中日戰爭期間，日本殖民當局開始厲行皇民化運動，開始禁絕歌仔戲等漢人傳統戲曲演出，歌仔戲藝人只得改穿和服、佩帶武士刀演出，唱日本軍歌，宣揚日本當局政策，也促使歌仔戲胡撇仔的形成。日本戰敗投降，國民政府接管臺灣，放寬了歌仔戲演出。1947年，開始推行國語運動，臺灣省行政長官公署宣傳委員會有限度准許演出劇目。1950年代，由於極力推展反共政策，要求戲劇改良，相繼成立「臺灣歌仔戲改良會」、「臺灣省地方戲劇協進會」、「臺灣省改良地方戲劇委員會」。演出《女匪幹》、《延平復國》、《鑑湖女俠》等戲齣。禁絕許多劇目，准演劇目多數強調忠孝節義，並推出多齣反共劇目。
1971年，臺灣省政府公佈〈加強推行國語實施計劃〉，1973年中華民國教育部公佈〈國語推行辦法〉極力推展國語運動，臺語備受壓抑。1976年頒布〈廣播電視法〉，限定臺語節目播出時段、時數。
1970年代，因野台戲和歌仔戲的成員良莠不齊，加之唱演的方式漸走怪陸，國民政府不得不要求各臺主、班頭在訓練新進人員時須以小調先行教育，逐以黃梅調、民間傳說，最後加強演員素質。於是如後來的葉青歌仔戲、楊麗花歌仔戲等於後來搬上台的戲碼受到各層大眾肯定，尤其是搭配各省籍台灣人的方式，流傳至今。
經歷日治時期皇民化運動及國民政府來臺後推行國語運動壓縮、扭曲了表演形式與空間，在歷代藝人的努力傳承下，在臺灣本土化運動的推波助瀾下，歌仔戲重新獲得發展的動力。
1980年代，臺灣本土意識逐漸蓬勃，歌仔戲開始出現「文化場」，亦即舞臺歌仔戲。歌仔戲團進入國家戲劇院、各縣市文化中心表演。
2013年3月25日台灣發行第一張歌仔戲藍光光碟Blu-ray Disc，秀琴歌劇團安平追想曲、由公共電視台出版。

## 歌仔戲於福建之發展
歌仔戲音樂曲調富有臺灣色彩，使用臺語俚語，通俗易懂，又博採其他劇種的優秀劇目與表演藝術，民國初年盛行一時。1928年4月，臺灣歌仔戲班「三樂軒班」到福建漳州白礁慈濟宮進香、演出，大受群眾歡迎。於是福建龍溪、海澄等縣城鄉，紛紛成立歌仔館或歌仔戲班。1931年，龍溪竹馬戲班「寶德春」首先改唱歌仔戲，隨後一些小梨園、竹馬戲班也改唱歌仔戲。民間近百個南館、北館也改為歌仔館，逐漸轉為子弟戲班。
臺灣歌仔戲在傳入福建後進入福建漳州一帶，被稱為「歌仔」、「雜錦歌」、「什錦歌」等。二十世紀三十年代中國抗日戰爭爆發後，福建省政府將形成於台灣的歌仔戲視為「亡國調」，通令禁演。當時，邵江海、林文祥等藝人從錦歌取材而創作雜碎調。他們以「雜碎調」為主曲，六角弦為主弦，並吸收高甲戲、梨園戲、竹馬戲、漢劇部分曲調，融匯南曲、南詞、山歌小調，重新創作一套新的唱腔改良調，時稱改良戲。改良戲在漳州龍溪一帶廣泛流傳與發展，僅龍溪縣的改良戲班、歌仔館就有200多個。較著名的職業班社有龍鳳春、寶德春、金寶丘、金瑞春、艷芳春、新金春、寶蓮丘、筍仔班等。蘇登發、甘文質、宋占美、陳金木、姚九嬰、葉振東、顏扁等一批名藝人嶄露頭角。民國二十九年末，國民黨龍溪社會服務處以「擴大抗日宣傳」為藉口，插手子弟戲班社，並塞進黃色歌曲，使改良戲一度走向歧途。戰後，舞台上出現改良調與歌仔調合流融匯的盛況。民國三十七年，南靖縣都馬抗建劇團（子弟戲班）前往台灣演出，帶去改良戲和新編雜碎調，受到民眾的喜愛與歡迎。
中華人民共和國成立後，由於改良調（子弟戲）主要流行於龍溪薌江一帶，改稱薌劇。1951年8月，歌仔戲霓光班與子弟戲新春班合併成立漳州市實驗薌劇團。從此，薌劇逐漸發展成為福建省五大劇種之一。1953年，福建省文化廳決定將流傳於漳州九龍江的「歌仔」統稱為「錦歌」。又取意九龍江別稱「薌江」，將流傳福建的臺灣歌仔戲正式稱為「薌劇」。

## 表演型態

### 落地掃時期
現存歌仔戲最原始的表演型態為「本地歌仔」，又稱「老歌仔」、「傳統歌仔」、「舊卷歌仔」。無論它是否是歌仔戲的源頭，1905年這種表演形式就有在農村演出的記載。近似於褒歌、車鼓小戲，無論生旦都由男性演員演出，採即席演出，也有組成陣頭形式參與廟會香陣；劇目以四大齣《山伯英臺》、《呂蒙正》、《陳三五娘》和《什細記》為基礎，逐漸增加，但數量仍然有限。目前全台僅有宜蘭的「壯三新涼樂團」，傳承了落地掃的表演形式。

### 外臺歌仔戲
相對於「內台」的封閉空間，藝人稱室外搭棚演出的開放空間為「外台」。外台演出藝人習慣稱為「民戲」或「野台戲」，多在民間寺廟的酬神慶典中進行，目的在娛神娛人。

日治時期，歌仔戲從小戲進入大戲，向「亂彈戲」及「四平戲」學習服裝與身段，當時中國大陸有許多劇團來臺演出，歌仔戲吸收福州戲（閩劇）的布景、連本戲形式，學習京劇的武打、身段和鑼鼓點，表演更加精采。京劇當時在臺灣稱為外江戲，1910年代在臺灣曾流行一陣，1920年代漸趨沒落，來臺演出的劇團因此滯留臺灣，解散劇團，藝人轉而加入歌仔戲班，使得歌仔戲融入武打元素。
臺灣本地廟會最初都採以官話系統北管戲與四平戲演出酬神，而後歌仔戲也逐漸成為酬神表演的戲曲，廣受臺灣百姓喜愛。酬神戲可分為「扮仙戲」與「正戲」兩部份，正戲開演前照例要「扮仙」，大抵北部為「三仙會」，東北部為「大醉八仙」，南部為「天官賜福」，現在大多依請主決定扮仙戲戲齣。
野台歌仔戲一天的演出稱為「一棚戲」，分為「日戲」和「夜戲」兩場，日戲一般稱為「古路戲」或「古冊（書）戲」，演出戲碼多為歷史上或稗官野史記載的故事；演唱曲調以傳統歌仔調為主，並穿插北管亂彈、南管高甲及京劇曲調。夜戲一般稱為「胡撇仔戲」（胡丿仔），除了演唱傳統歌仔調外，還會加上流行歌曲，服裝道具除傳統戲服外，還會有洋服、和服、時裝等，道具則會加上武士刀。
野臺歌仔戲與內臺歌仔戲時期，歌仔戲的演出皆採「幕表戲」的表演形式，所謂幕表戲，即所謂「作活戲」，由劇班中的戲先生講說劇目情節大概，大略敘述走位及表演過程，其餘則交由演員臨場表現，演員之間與文武場都要有極好的默契。而這種表演，側重於演員的功力，即所謂「腹內」功夫，要能即席編詞行腔，因而早期的劇本都是由資深藝人口耳相傳，經由手抄記錄為口述劇本。

#### 外臺文化場歌仔戲
隨著政府文教單位對傳統藝術的重視，或是民間廟宇的文化轉型，逐漸出現由「宗教」活動演變為「藝文」性質的「公演場」、「文化場」外臺歌仔戲，有著發揮文化推廣的功能性。這類演出在戲臺尺寸的規模、燈光音響的配置、布景道具的陳設以及幻燈字幕的繕打等硬體設備，相較於原生態的廟會演出都更為寬廣齊全，演出規模與品質也相對盛大講究。而製作流程上比照「現代劇場歌仔戲」，有編導演、文武場與舞美等專業編制與技術分工。此類「文化場」、「公演場」的外台歌仔戲演出，表現出了廟會外臺與室內劇場的雙重特質，以互動開放的觀演空間為號召及傳承傳統戲劇的使命，往往能吸引眾多觀眾觀賞。

### 內臺歌仔戲
1920年代歌仔戲進入商業劇場從事售票演出，許多戲院開始延攬歌仔戲班進入內臺演出，觀眾必須買票進場，戲院沿街廣播宣傳，藝人則乘車，搭配文武場踩街遊行。此一時期，歌仔戲班常在戲院連演數月，在機關佈景上極其精巧炫目，甚而有水龍噴水演出。1915年左右，辜顯榮購下日本人經營的淡水戲院，改名新舞臺，延聘戲班演出，膾炙一時。「皇民化運動」之後，歌仔戲被迫改穿日本和服，說日語演出，表面上雖然是「皇民化劇」，但其內容本質仍為歌仔戲，只是把朝廷改為公司，皇帝改為董事長，曲腔一如歌仔調，但武場只能放唱片代替。戰後，內臺歌仔戲又展現榮景，1950年代全臺歌仔戲團有300餘團在內臺演出，為內臺興盛時期，直到電視娛樂流行之後，漸趨於衰微，退出內臺。
不過如今有些歌仔戲團例如明華園、河洛、唐美雲、張秀琴，將歌仔戲精緻化，重新將之帶回內臺，甚至國際舞臺。

### 廣播歌仔戲
民國四十三年（1954年）左右，臺灣本地「民本」、「中興」、「正聲」、「民聲」、「國聲」及「華聲」等廣播電臺延攬歌仔戲演員，藉由廣播演出，最早由一般的內臺歌仔戲班預先錄音，再由電臺播出。後來則由廣播公司自行成立歌仔戲團，至1960年代達於鼎盛，當時最著名的劇團為正聲電臺的「天馬歌劇團」，聚集相當多的著名演員。廣播歌仔戲是透過優美唱腔及感性的口白而直接扣人心弦，演員不須身段做表，只需在聽覺上下功夫，對於演員的唱腔磨練是相當助益的。廣播歌仔戲盛行時期，由於播出時間延長，以往曲調不夠用，大量新曲調調便孕育而生，並從流行歌曲中吸收有起承轉合的七言四句型曲式，此類曲調來自三方面，有來自臺語流行歌曲，如【人道】、【母子鳥】、【夜雨打情梅】、【運河悲喜曲】、【三生有幸】、【艋舺雨】、【五月花】等；有來自國語流行歌曲，如【相思苦】、【茶山姑娘】、【西廂記】等；有歌仔戲樂師自創新調，如【豐原調】、【更鼓反】、【龍蛇因緣】、【西工調】、【中廣調】、【送君調】、【送蓮花】等，這些曲調除了豐富廣播歌仔戲內涵之外，也豐富了其他形式歌仔戲表演的曲調，廣播歌仔戲盛行到電視歌仔戲竄起，最終絕跡。

### 電影歌仔戲
1950年代基於臺語片的市場商機，歌仔戲班也紛紛進軍電影歌仔戲的拍攝。1955年「廈門都馬劇團」拍攝臺灣史上第一部歌仔戲電影「六才子西廂記」，然票房不佳。拱樂社陳澄三隨之組織「華興電影製片公司」，拍攝「薛平貴與王寶釧」，由劉梅英、吳碧玉等人主演，於1956年播映。此後引發電影歌仔戲風潮，如「賽金寶」、「美都」、「新南光」、「日月園」等劇團也拍攝電影歌仔戲作品，至1965年後，電影作品止歇。電影歌仔戲將原有舞臺劇本長篇故事濃縮、剪裁，於兩、三小時內呈現，深受觀眾歡迎。

### 電視歌仔戲
民國五十一年（1962年）「臺視」成立之後，歌仔戲進入電視螢幕，首先演出的是「金鳳凰歌劇團」的《雷峰塔》，然而影響有限。真正使電視歌仔戲推上第一個高峰是宜蘭「宜春園歌劇團」與正聲廣播電臺「正聲天馬歌劇團」的楊麗花。民國五十八年（1969年）「中視」開播後，看電視的人口才真的多起來，歌仔戲進入競爭時期，招募了「中視歌劇團」、「定峰歌劇團」、「正聲寶島歌劇團」以及「拱樂社歌劇團」，輪流錄製節目，此時葉青、柳青、小明明與王金櫻都在「中視」演出，而「臺視」為了拚收視率，推出正聲天馬歌劇團小生楊麗花出任團長，成立「臺視歌仔戲團」，楊麗花扮相出眾，很快成為電視歌仔戲第一小生。民國六十年（1971年）「華視」成立，加入競爭之列。電視歌仔戲加快內臺歌仔戲衰退的速度，各地歌仔戲劇團數量遽減，欣賞電視歌仔戲觀眾人口反而增加；由象徵劇場走向寫實劇場，使傳統歌仔戲有了變化，例如騎馬不再以道具身段演出，而是真有其馬。
民國六十一年（1972年），「臺視」網羅了電視歌仔戲的菁英人才，包括四大小生的「楊麗花、葉青、柳青、小明明」，以及編導製作人才石文戶、陳聰明、蔡天送、劉鐘元等組成「臺視聯合劇團」，一連推出《七俠五義》、《西漢演義》等通俗演義小說改編的劇目，大受觀眾喜愛進而創造電視歌仔戲巔峰，因有知名演員相互傾軋等問題，到了民國六十六年（1977年）停播。
兩年後，編劇狄珊與臺視楊麗花和華視葉青合作，配合主角演員個人特質，設計不同風格題材走向。包括三種創作路線，其一是將歷史故事演義重新編纂，寫成新劇目如《薛平貴》、《薛丁山與樊梨花》、《楊家將》、《萬花樓》、《梁祝》、《貍貓換太子》等；其二是將武俠題材大量用替身表現特技，並利用剪接技巧增加視覺上的可看性，如《俠影秋霜》、《蓮花鐵三郎》、《鐵漢金鷹》等；其三是充分發揮想像力的神話戲劇，這類型劇目電子特效運用特別多，並常常加上天上人間的戀情來吸引觀眾，如《周公與桃花女》、《蛇郎君》等，這三個創作路線，成了1980年代電視歌仔戲的主體內容，甚至對同時期的臺語連續劇產生影響。
1980年代後期至1990年代，大抵採取名角組團的方式，分別由楊麗花、葉青、黃香蓮領導以連續劇方式製作，但數量已大不如前。電視歌仔戲為了增加新時代感受，常為新的戲齣編創新的主題曲調，形成「電視調」，如【化蝶】、【粉妝樓】、【狀元樓】、【天倫夢斷】、【子母錢】、【宋宮秘史】、【王文英】、【巫山風雲】、【二度梅】等。
1990年代末期，電視歌仔戲的榮景不再，收視漸漸下滑，於2003年全面停止製播。雖然歌仔戲已不再固定出現在螢光幕上，但一直有電視台與劇團合作，試圖透過開發新的主題、結合新的技術，吸引新的觀眾觀賞、認識歌仔戲。如：2012年至今大愛電視臺製作《菩提禪心》的系列作品；2013年陳亞蘭歌仔戲團與民視製作《天龍傳奇》；2019年楊麗花歌仔戲團與臺視製作《忠孝節義》；2021年唐美雲歌仔戲劇團與民視製作《孟婆客棧》；2022年陳亞蘭歌仔戲團與臺視製作《嘉慶君遊臺灣》。

### 劇場歌仔戲
民國七十年（1981年）楊麗花在臺北國父紀念館演出《漁孃》，可視為「劇場歌仔戲」起始的指標，隨後明華園與新和興也先後在劇場中演出。
1980年代初期，在文化單位補助下，歌仔戲開始登上「國家戲劇院」及臺北市其他重要劇場演出，部分劇團後場增加國樂團，也吸收現在劇場的特色；1990年代上半期，慢慢脫離野臺歌仔戲，越來越多戲團加入；1990年代下半期，部分優秀的戲團都以推出精緻新戲為主要目標，劇本、曲調都由專人編寫，更加重視舞臺設計及演員服飾、裝扮，包括演員的演技、身段及唱腔都是一大重點。
此後這一系列結合現代劇場技術與舞臺設備，在行政文宣與藝術製作的專業分工下，以精緻人文化的整體劇藝創作為訴求，從觀眾思維到劇場藝術都朝向戲曲現代化邁進的歌仔戲，如以演出場域來命名可稱為「現代劇場歌仔戲」，如以劇藝品質來界定則可稱為「精緻歌仔戲」。但目前投入現代劇場的歌劇團仍是少數，一般劇團以野臺廟會演出為主。

## 劇本與劇目
歌仔戲的劇目，早期多半沿襲自「歌仔」的唱本，以長篇說唱形式來架構民間故事，充滿通俗易懂的特色，如被稱為「四大齣」或「四大柱」的《山伯英臺》、《呂蒙正》、《陳三五娘》和《什細記》，即是發揮了「歌仔」對答演唱特色。之後歌仔戲陸續自南管戲、北管戲、四平戲、京戲採借劇目，增加許多歷史演義小說的素材，如《穆桂英斬子》、《秦香蓮》、《羅通掃北》、《包公審郭槐》、《趙五娘》、《孫龐鬥智》等，豐富了劇本內容，直至今日這些戲齣劇目經常搬演在舞臺上，並稱之為「古冊戲」或「歷史戲」。
內臺歌仔戲時期有專人負責劇本的編寫，有的是將古典劇目重新改寫，如《白蛇傳》、《西施》、《洛神》；也有取材自宮闈密事或朝廷爭權，如《貍貓換太子》、《江山美人》等，也有的是新編江湖恩怨，如《月光白衣俠》、《白俠旋風兒》等，也有以家庭倫理骨肉親情為主題，如《千里尋夫》、《父子干戈》等，還有以社會事件，本地傳說故事為題材創作的，如《運河命案》、《林投姐》等。這些劇目劇本雖然有些已經亡佚，但多半還保留在野臺（外臺）歌仔戲中。
電視歌仔戲劇目為聘請專業編劇家編寫劇本，基本上以民間故事及歷史演義為多，如《楊家將》（臺視）、《嘉慶君遊臺灣》（臺視）、《東漢演義》（中視）、《伍子胥過昭關》（華視）等；也有將湖武林的俠客故事如《鐵扇留香》（臺視）、《斷情劍》（華視）等；也有一些屬於人凡交遊的故事，如《伴鬼闖江湖》（臺視）、《巫山一片雲》（華視）等；也有一些屬於王公貴族風流軼事的題材，如《花月正春風》（臺視）、《寶貝王爺貴千金》（中視）等。
至於劇場歌仔戲劇本仍是集結了民間故事及歷史演義為劇目題材，也有從古典文學中取材的，以及從西方文學作品中加以改編的。

## 表演特徵

### 曲調
歌仔戲主要以「板腔體」為其音樂構造，與崑曲、莆仙戲一類的「曲牌體」不同，歌仔戲的音樂形式與來源非常多元，最初以宜蘭當地的歌仔為主，如【四空仔】（即【七字調】）、【五空仔】（即【大調】）、【雜念仔調】，並且吸收其他小戲的曲調如來自車鼓小戲的【留傘調】、【送哥調】等等。戰後，「福建都馬班」來臺表演，除了影響歌仔戲的表演形式，更引進都馬調。七字調、都馬調、雜念調可以說是歌仔戲最基本的核心曲調。歌仔戲也從南管、北管、京劇吸收一些曲調，豐富其原有的音樂元素。廣播歌仔戲及電視歌仔戲的發展之中，許多藝人也創作了繁多的曲目，甚至吸收臺灣本地民謠、臺語流行歌曲的曲調，如【六月茉莉】等，目前約略統計歌仔戲的曲調大約有三百多種。舞臺歌仔戲成為風潮之後，許多戲團會根據劇情設計專有的曲調，不過這些曲調除了原創劇團外，較少流傳，有幾首特別流行：「【都馬搖板】」（柯銘峰創作）、「【鑼鼓調】」（劉文亮創作）。
在日治時代皇民化運動中，歌仔戲被迫改穿和服，持武士刀，說日語，演日本戲，無形中也吸收不少日本歌曲，穿插在演出之中，形成特殊的「胡撇仔」，內臺歌仔戲式微後，野臺歌仔戲在各種廟會酬神場合中，為迎合市井興趣，也穿插日語歌、流行歌曲，甚至國語流行歌曲，形成一種特殊的風貌。這種現象曾經引起學界及社會不少撻伐，然而在當代歌仔戲的發展下，一些劇團也特意採用胡撇仔的模式創作新的作品，如金枝演社、明華園戲劇團、許亞芬歌子戲劇坊等等，胡撇仔不再被視為只是迎合流俗的現象，而成為某種新興的表演手法。
吹牌（牌子）就是以嗩吶為主奏的吹打樂，也有稱「粗吹」（以笛為主奏為「細吹」）。在戲劇中有官家或衙門迎送貴賓或重要慶宴集會都會演奏吹牌。歌仔戲中有升堂情節通常會演奏【三通】（【緊吹場】）。歌仔戲早期常用廣東音樂的演奏曲牌做串樂（串仔），以補足串樂的數量不足。串仔是陪襯性的背景音樂，對歌仔戲本身的唱腔沒有太大影響，只是在伴奏樂器的演奏手法上（風）有些影響，比如揚琴的加入和揚琴的演奏技法植入。廣東音樂以高胡做主要樂器，而臺灣喇叭弦的音色和定弦與廣東高胡有異曲同工之妙，也有用廣東秦琴可代替三弦的。

### 徐麗紗的曲調分類
「歌仔調」的內容及其來源根據音樂學者徐麗紗的研究，分為以下幾類：

㈠錦歌類：

為「老歌仔戲」階段的基本曲調，包括【七字調】（【七字仔】）、【大調】、【倍思】、【雜念仔調】等，都是屬於民謠演變而生的曲調，語言性最強。         
㈡哭調類：

哭調在歌仔戲的唱腔之中極為重要，文化評論人林谷芳認為哭調是臺灣漢人特有的苦歌形式。臺灣漢人透過歌仔戲的哭調宣洩其生命中的悲痛，臺灣為移民社會，本身在戲曲中傳達的情感就比較不受古典美學的約束，漢人渡海開墾的困厄兼以長期的殖民統治，所積累的生命苦痛，便透過哭調加以排遣。而臺灣舊社會的女子，在傳統禮教與父權的約制下，歌仔戲的悲苦情韻更成為其情感的投射。哭調的表現形式常連綴許多曲子以組曲形式呈現，主要的伴奏樂器為洞簫、大廣弦、臺灣月琴。
臺灣各地都有其哭調，各冠以地名，如【臺南哭】、【彰化哭】、【宜蘭哭】、【艋舺哭】，另還有【大哭】、【七字哭】、【都馬哭】等等。其基本形式仍是七言一句，而綴以虛字牽連屬引。
㈢民歌類：

為錦歌以外其他的民歌曲調，有直接援引者如【卜卦調】、【乞食調】用在乞丐角色；有從小戲吸收的如【留傘調】、【串調仔】；還有抗日時期融匯閩南民歌小調而成的【都馬調】（大陸稱【改良調】）。
㈣戲曲類：

來自其他劇種大戲（亂彈戲、梨園戲、高甲戲、京戲等）的曲調，如【漿水】、【慢頭】、【緊疊仔】等來自高甲戲；【恨冤家】、【相思引】、【牽君手上】等來自梨園戲；【陰調】、【四空門】、【緊中慢】等來自亂彈戲；【流水】、【西皮搖板】等來自京戲；【紹興調】來自越劇。
㈤新調類：

1945年第二次世界大戰結束後新創作的曲調，數量眾多，內臺到外臺演出時期由於劇情需要，常由樂師自創，如【文和調】、【寶島調】、【西工調】、【中廣調】、【更鼓反】等，在廣播、電影和電視階段更引用民間性很強的流行歌曲，如【可憐青春】、【青春嶺】，使歌仔戲曲調越趨多元。
「歌仔」成為大戲後，在民國十四年（1925年）傳回福建。抗日戰爭期間，因臺灣係為日本殖民地，由臺灣回傳的歌仔戲曲調在大陸被國民政府禁唱，廈門歌仔戲藝人邵江海、林文祥等人以錦歌【雜碎調】為主曲調，揉合了京戲、高甲戲、白字戲部分曲腔，融匯閩南民間小調，創造出一套新的曲腔，稱【改良調】。在民國二十八年（1939年）邵江海更吸收其他劇種的曲腔進行改編。民國三十七年（1948年），福建漳州市南靖縣都馬鄉葉福盛、張一梅夫婦將手中的戲班「新來春」改稱「都馬班」，跨海來臺演出，隔年大陸赤化，「都馬班」滯留臺灣，就這樣將【改良調】（【都馬調】）傳回臺灣。

#### 民族管絃樂（現代國樂）的引進
臺灣史上第1部大型民樂團伴奏的大型舞臺公演歌仔戲，是1980年代，陳中申編曲；陳澄雄指揮臺北市立國樂團的《劉全進瓜》，后來（帝來不來？）臺北市立國樂團又和歌仔戲劇團合作了王振義編腔作曲編曲，陳中申指揮的《新白蛇傳》；柯銘峰、劉文亮編腔作曲編曲，李英指揮的《寒月》；柯銘峰編腔，陳中申編曲指揮的《御匾》和《命運不是天注定》，劉文亮參與編腔，陳中申編曲指揮的第1版《新天鵝宴》這些大型舞臺歌仔戲公演。
1990年，中國北京亞運藝術節的臺灣歌仔戲《濟公活佛》公演，邀請高雄市實驗國樂團（現在的高雄市國樂團）同往，擔任音樂伴奏（劉文祥碩士論文頁100注56），讓高雄市國樂團成為臺灣史上第2個伴奏大型舞臺公演歌仔戲的公立專業民樂團。
後來臺灣許多歌仔戲戲班的大型舞臺公演，都邀請學習民樂專業的樂師參加伴奏，陳建誠、柯銘峰、莊家煜、劉文亮、陳孟亮等，臺灣第1個同時是惟1的1個公立歌仔戲戲班宜蘭縣蘭陽戲劇團更擁有自己的民樂團，周以謙、劉逸群、劉俊傑、黃殷鐘、莊雅萍、劉靜怡、秦國翔、張肇麟、黃建銘等都曾在該團工作，現在還有陳玉環（陳金環）、吳佩冠、許金連、朱作民等人。
閻惠昌監製，郭哲誠指揮高雄市國樂團的《樂韻悠揚臺灣情》專輯中，邀請廖瓊枝演唱《陳三五娘·益春留傘》，陳政統編曲，臺灣國家國樂團和前身國立實驗國樂團也曾與廖瓊枝、唐美雲、許秀年等歌仔戲藝員合作舉行歌仔演唱音樂會，由瞿春泉、溫以仁指揮。
國立實驗國樂團在2003年與明華園在國家戲劇院合作《劍神呂洞賓》，陳孟亮、江松民編曲，瞿春泉指揮。
臺灣史上第4個伴奏大型舞臺公演歌仔戲的公立專業民樂團是臺南市立民族管絃樂團（2007年，陳文龍編曲，劉文祥指揮的《野仲與游光》）。

#### 西方管弦樂的引進
最早可以上推到日治時代，日人經營的唱片公司曾邀請學習西樂的作曲家給歌仔戲編曲，請西樂演奏家伴奏，以管樂為主，也有弦樂，有時用鋼琴、手風琴等鍵盤樂器。
通常文場（弦律部）的主弦（領奏胡琴）和幾種特性（特色）樂器如大廣弦、臺灣三弦等和全部武場（打擊）樂器會保留。
第二次世界大戰結束後，歌仔戲樂隊仍常用西方管樂器，以薩克斯風、雙簧管、小號為主，也有用長笛的，低音部常用電吉他、貝斯，近年的大型舞臺公演會用大提琴和低音提琴。
2006年12月10日，陳樹熙指揮高雄市交響樂團與明華園劇團合作大型西方管弦樂伴奏的歌仔戲片段。
鍾耀光編曲的《梨園天神桂郎君》和劉世瑛編曲的《慈悲三昧水懺》2部大型舞臺公演歌仔戲使用了較大的西方管弦樂編制。
鍾耀光編曲，邱君強指揮國立臺灣交響樂團伴奏的《蝶谷殘夢》，是臺灣史上第1部配上大型西方管弦樂隊的歌仔戲。
李哲藝編曲並指揮高雄市交響樂團伴奏的《何仙姑》是臺灣史上第2部。

### 樂器
歌仔戲樂隊的編制不大，通常大約五人左右，傳統的編制分為文場和武場，文場在右，武場在左。其中文場的樂器，用以配合演唱曲調，武場的樂器則只能擊出節奏，用以襯托戲曲情節的節奏或舞臺氣氛。經由文武場樂器的配合，可以加強戲劇的張力。
但近年來，歌仔戲的伴奏除傳統樂器之外，也有西洋樂器的爵士鼓、電子琴、電吉他、薩克斯風及大提琴等；只要能夠助長音樂更加悅耳動聽者，都有人使用。

#### 文場樂器
文場的樂器組合以絲竹樂器為主，殼仔弦、月琴、二胡、三弦、笛子、簫、嗩吶、鴨母笛（管）、揚琴、大廣弦、六角弦、喇叭弦等，都是常用的文場樂器。
傳統上以胡琴類樂器領奏，領奏琴師稱為「主弦」、「頭手弦仔」、「頭手」，傳統上有「四大件」：殼仔弦（殼子弦）、大廣弦、月琴、臺灣品仔（臺灣笛）和「三大件」：六角弦、臺灣三弦、洞簫的說法。
領奏琴師通常演奏殼子弦、六角弦、喇叭弦，有時還兼大廣弦，如果演唱京劇曲調和部分北管曲調，領奏琴師還要擔任京劇胡琴（京胡），都不一定，常常是生機的搭配，相當自由。
傳統上，領奏琴師通常兼吹嗩吶，但沒有定規，只是一種普遍的情況。
在外臺（野臺）演出時（尤其是謝神戲），文場多用電子琴來伴奏，部分劇團會搭配嗩吶伴奏。

#### 武場樂器
武場的樂器全是敲擊樂器，只能奏出節奏，不能奏出樂音的高低，主宰全劇進行的節奏及氣氛襯托。歌仔戲常用的武場樂器有單皮鼓、堂鼓、梆子、大鑼、小鑼、鈸等樂器。

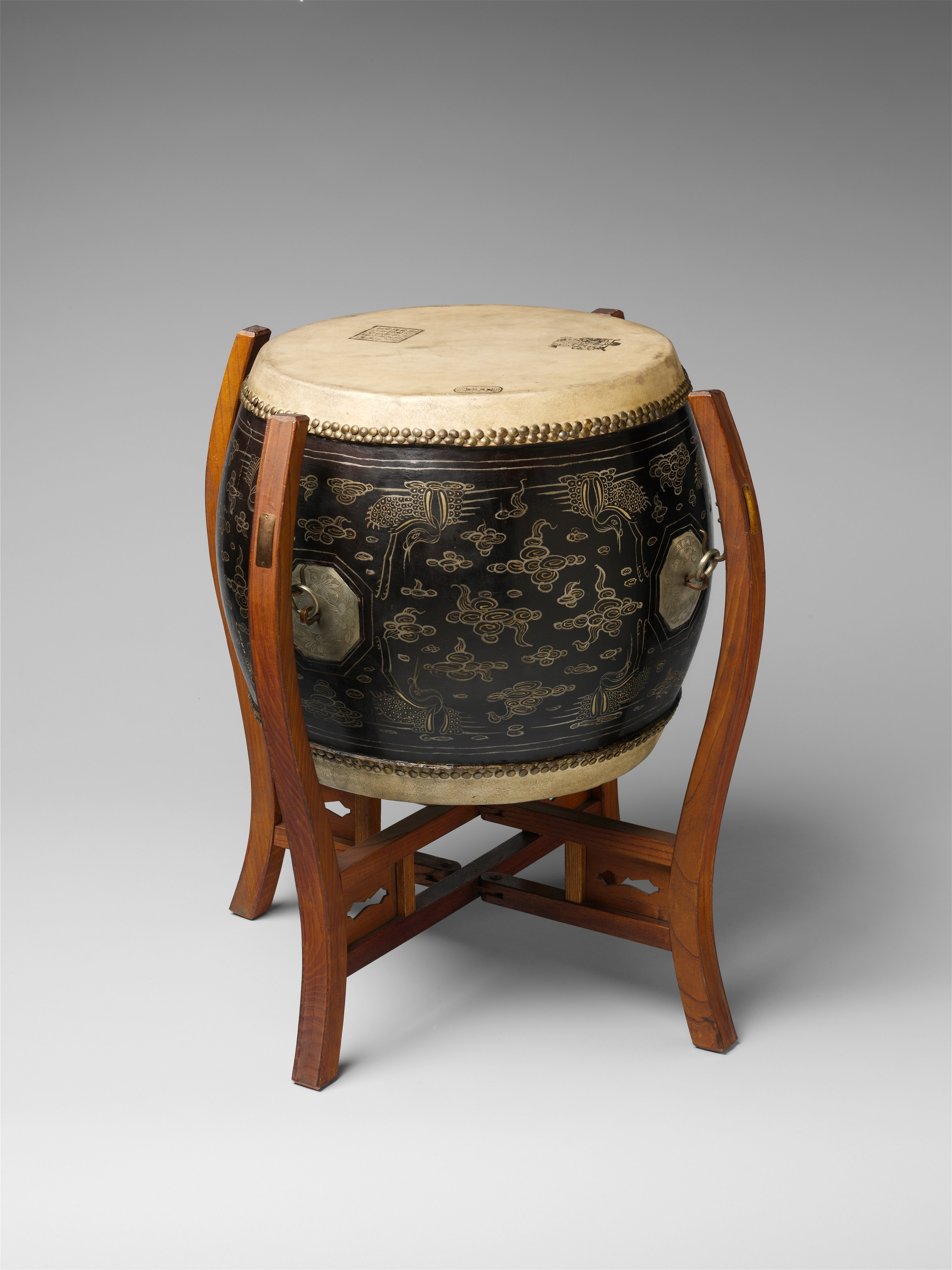
堂鼓
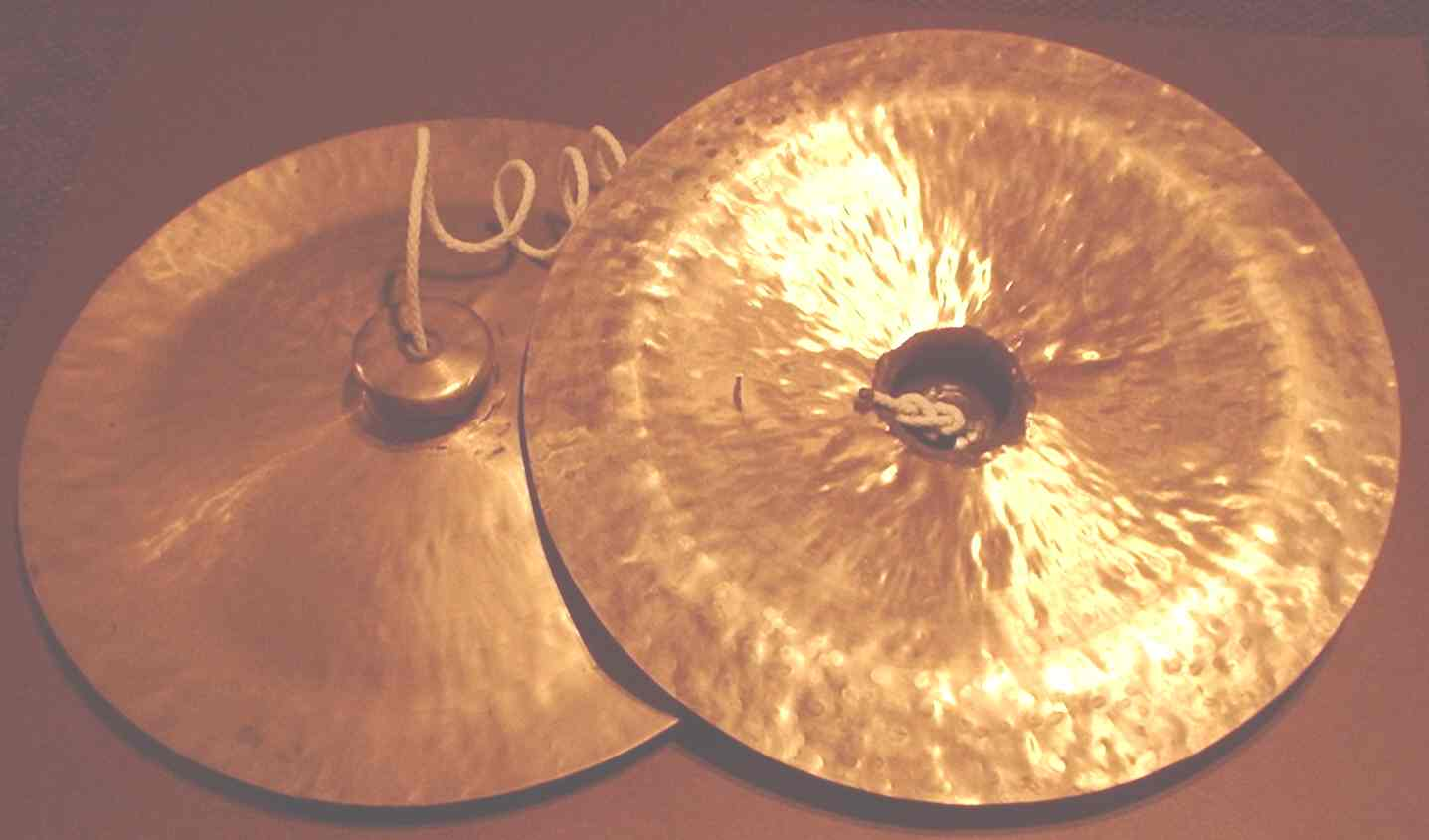
鈸
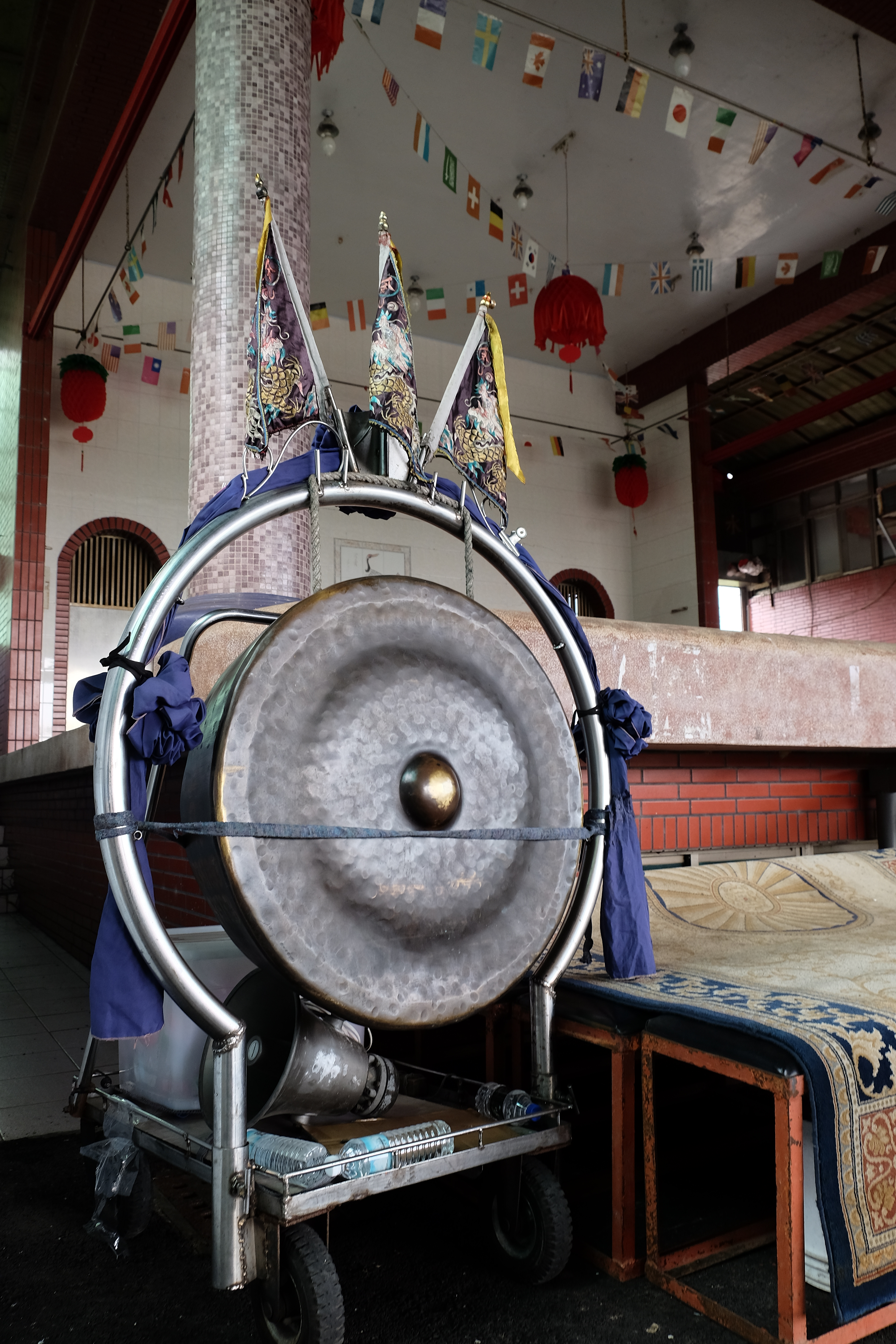
大鑼
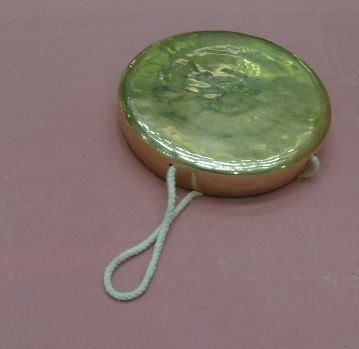
小鑼
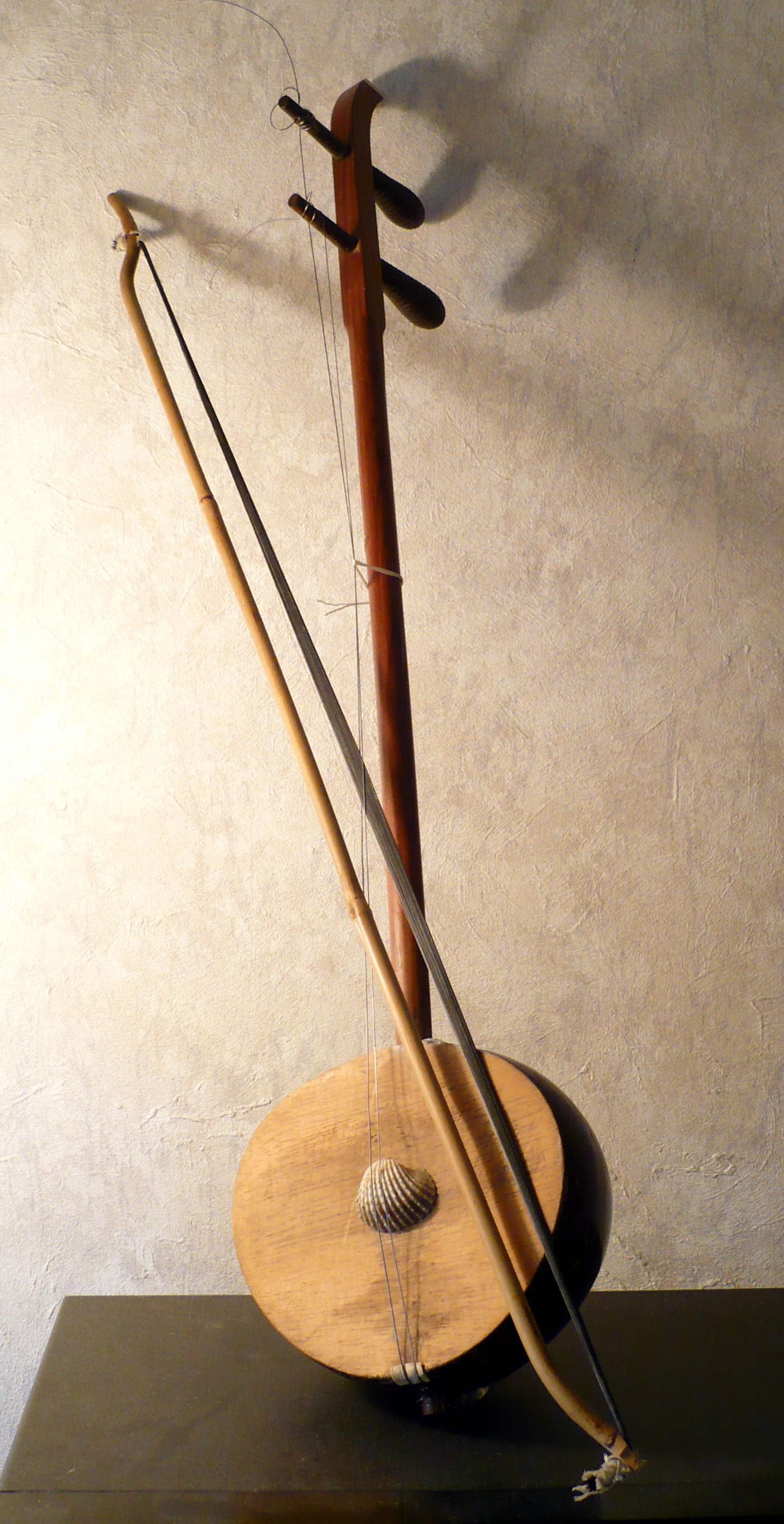
椰胡（殼仔弦）
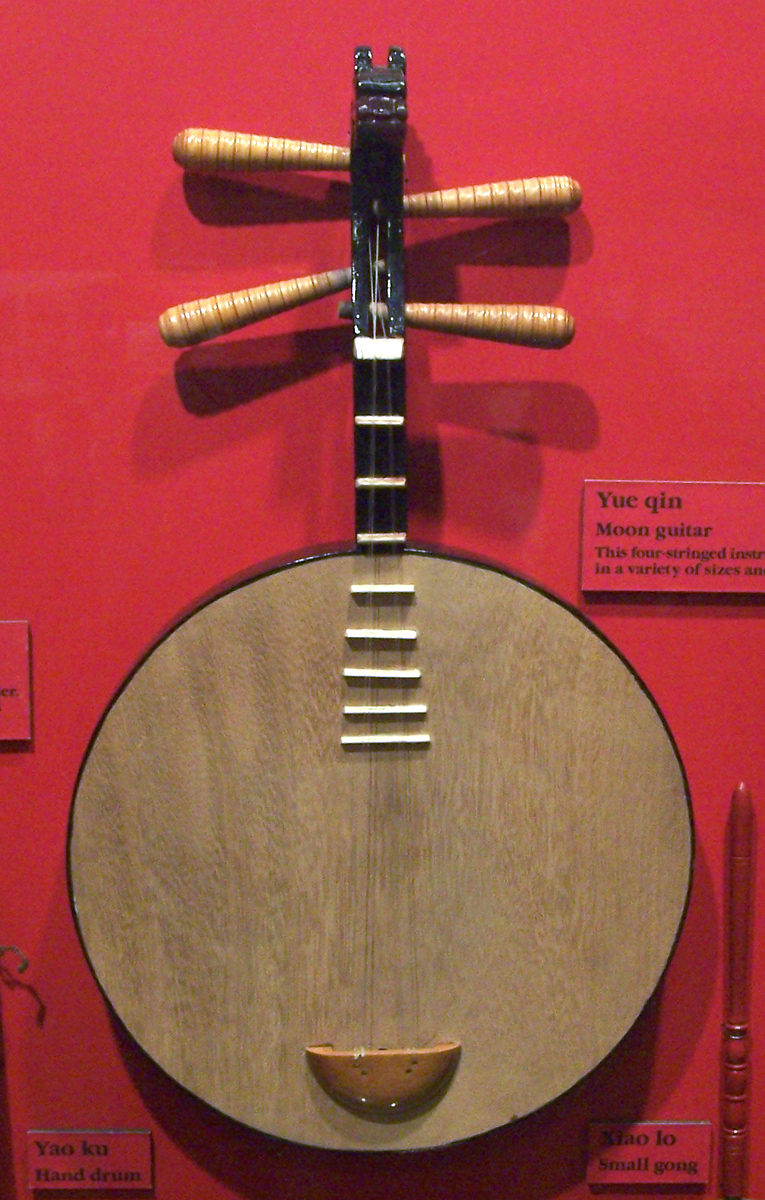
月琴
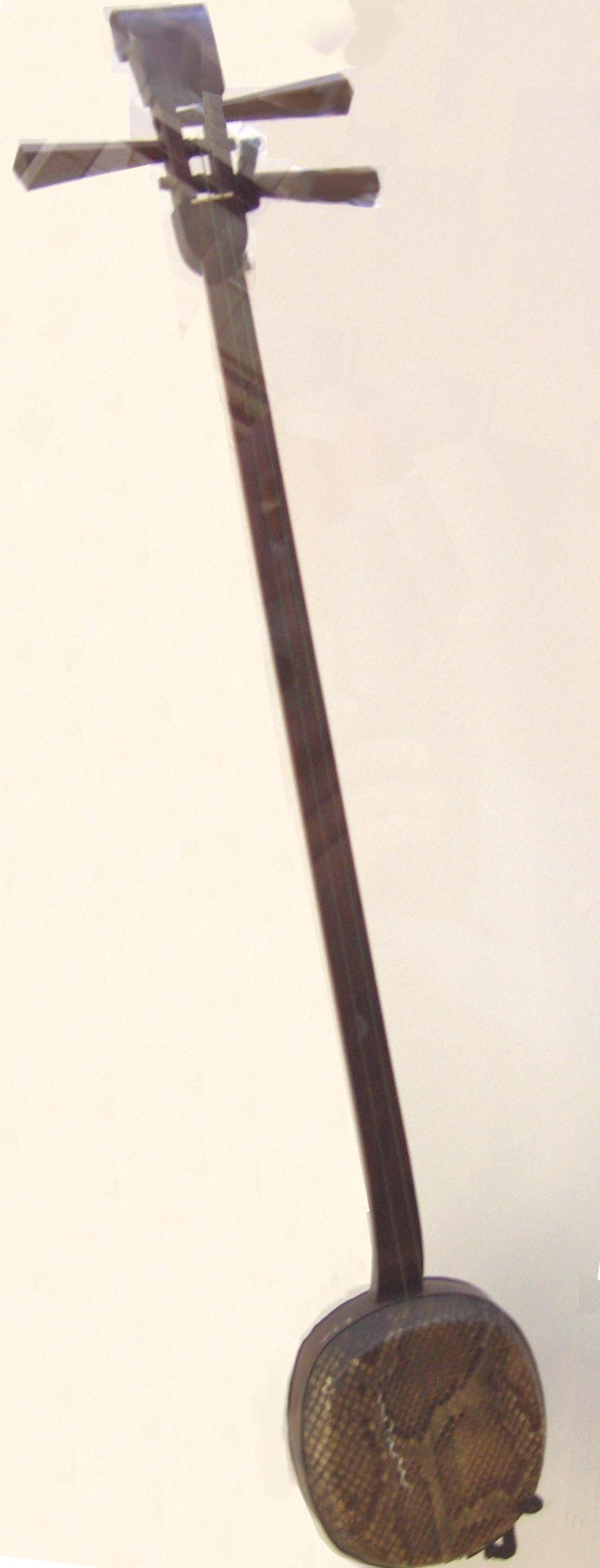
三弦
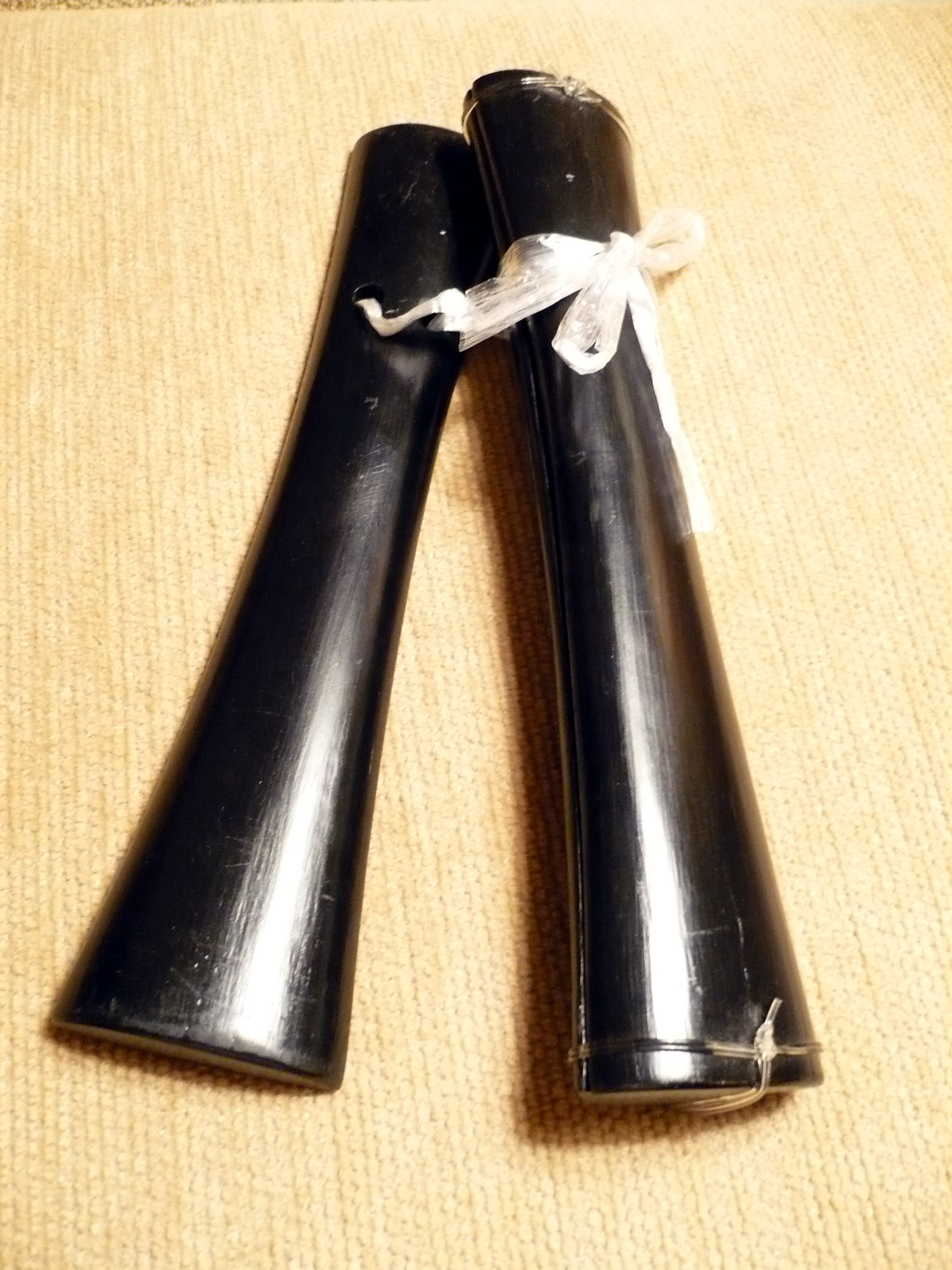
夾塞（竹板）
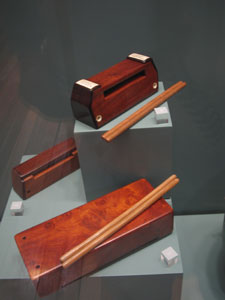
梆子
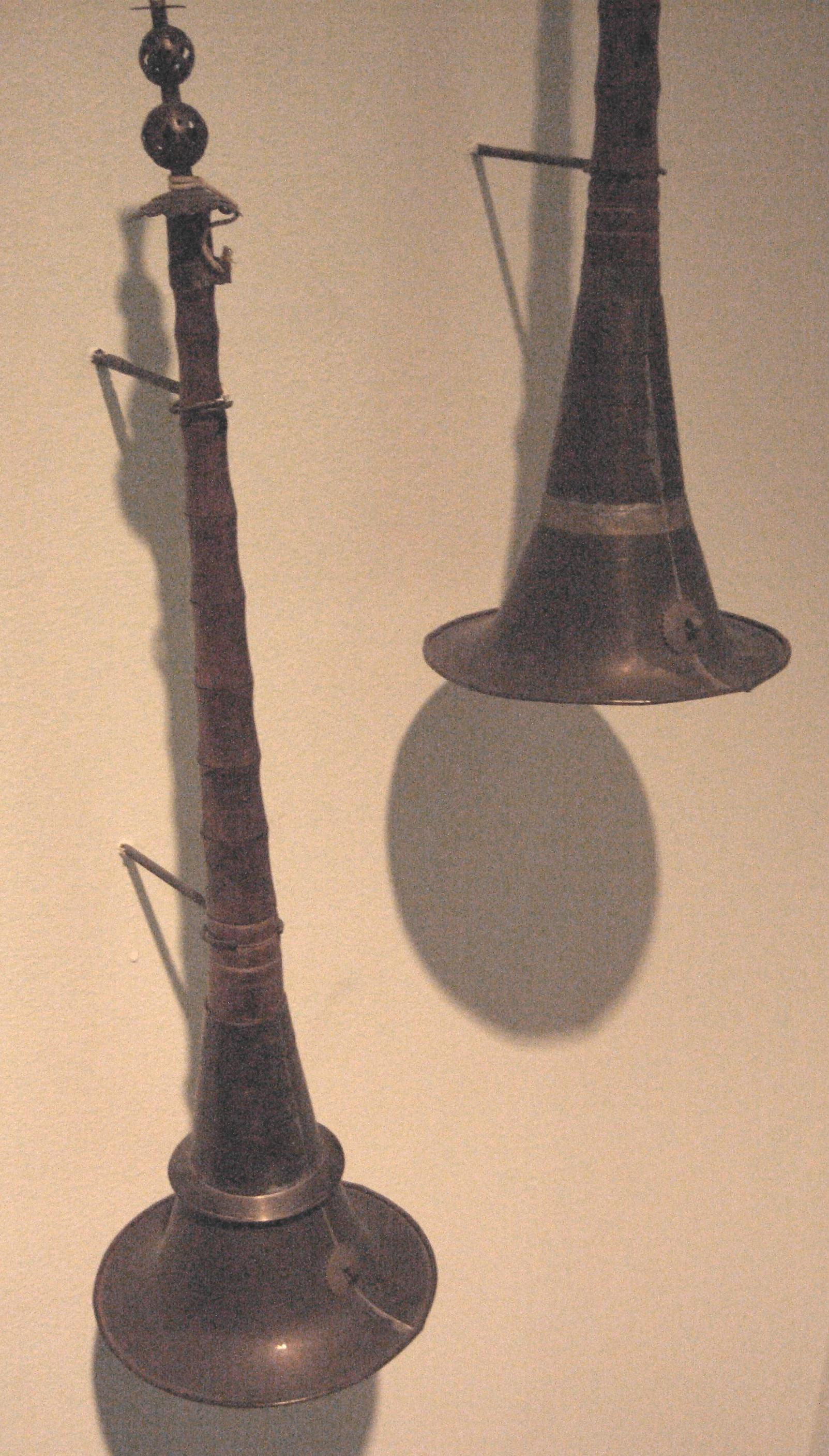
嗩吶
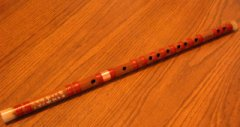
笛子
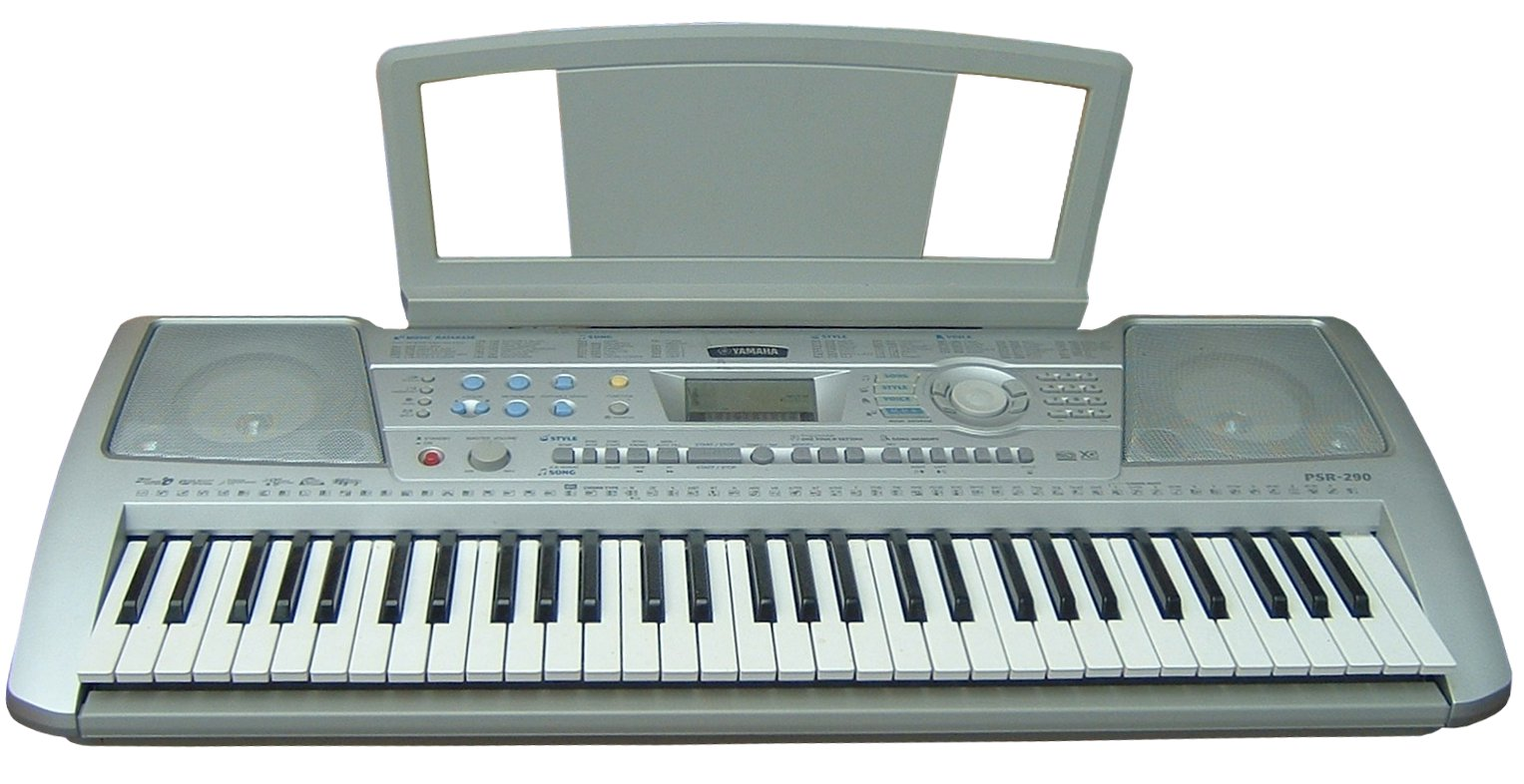
電子琴

### 行當

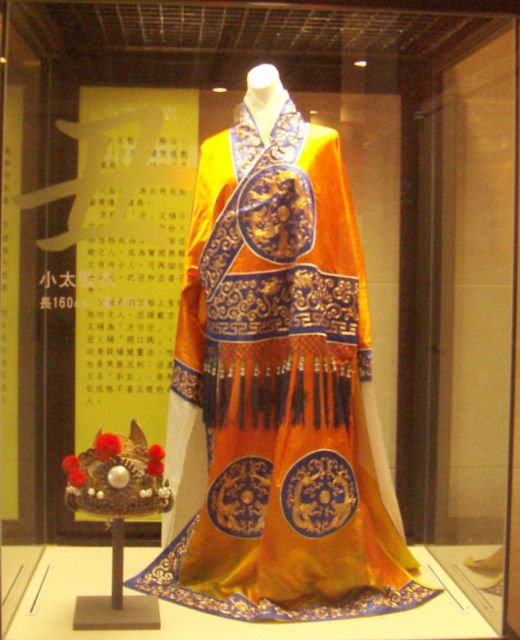
歌仔戲丑角服飾
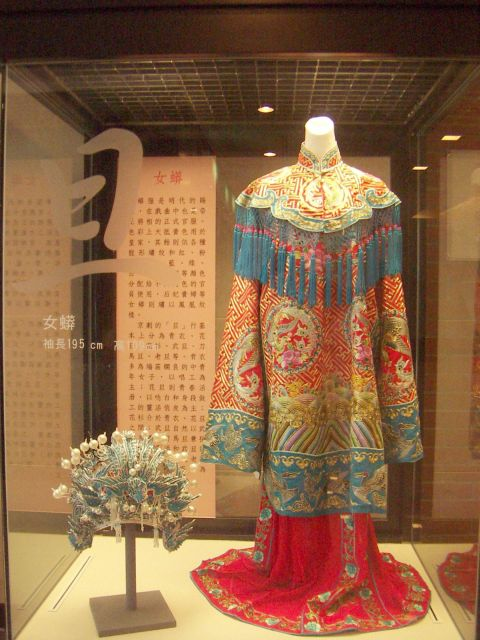
歌仔戲旦角服飾
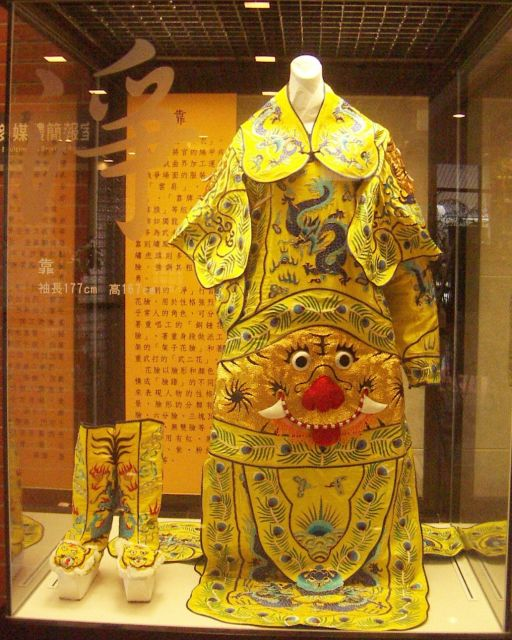
歌仔戲淨角服飾
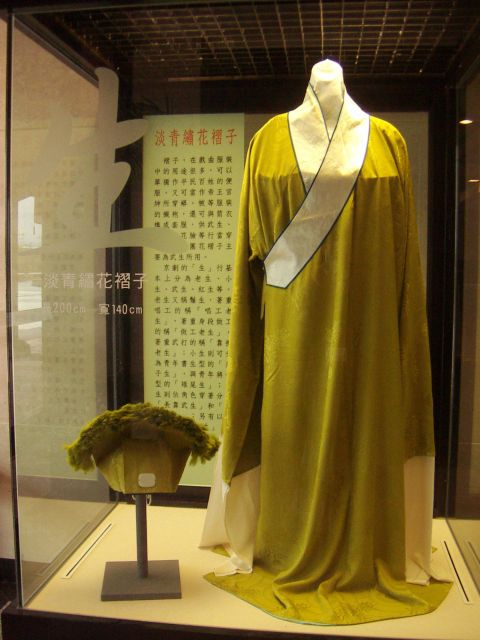
歌仔戲生角服飾

角色行當是傳統戲曲的特性之一，也是「程式化」表演的重要特徵。行當同時代表演員訓練與角色性格的分類。簡而言之，演員必須要先透過行當，才會進入角色的扮演。歌仔戲的行當本只有生行、旦行、丑行三種，但藉由與其他劇種的交流，漸漸演增加行當，包含：

（1）生行：分為武小生、文小生、武老生、文老生

（2）旦行：分為苦旦（青衣）、刀馬旦、小旦、花旦、彩旦、老旦、二手旦（查某𡢃仔）

（3）淨行：又稱花面，分為大花（奸臣）、二花，淨行是從其他大戲（如北管及京劇）引入

（4）丑行：分為武丑、文丑、三花

（5）龍套上下手：什役

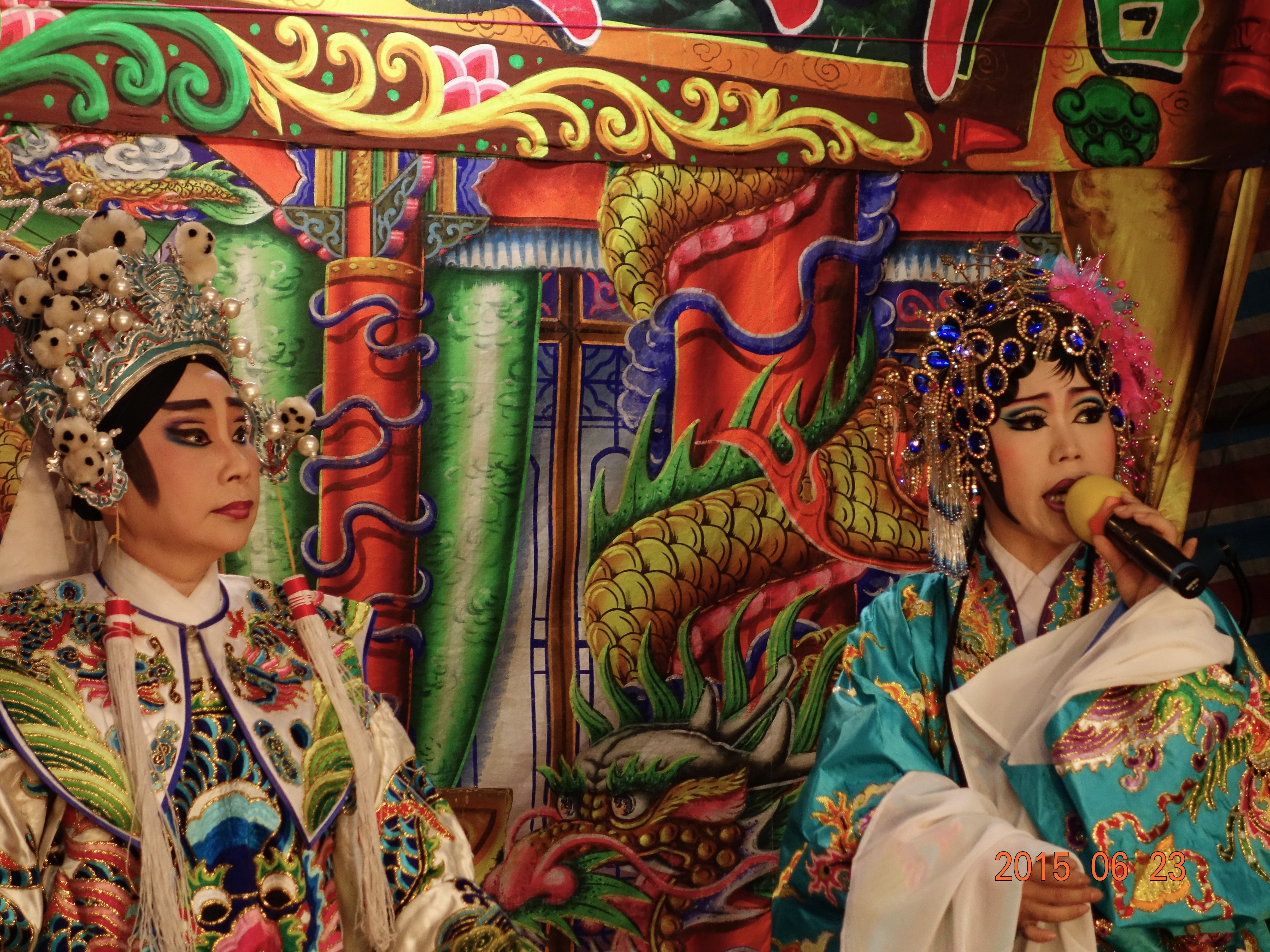
歌仔戲小生與小旦
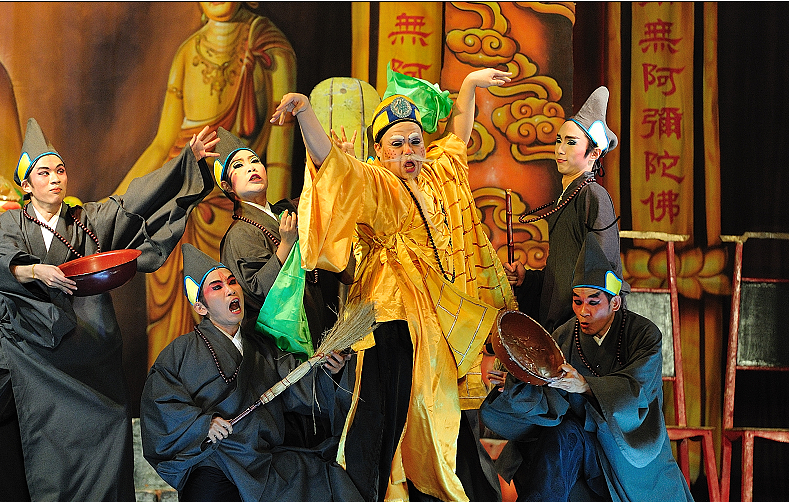
歌仔戲丑角
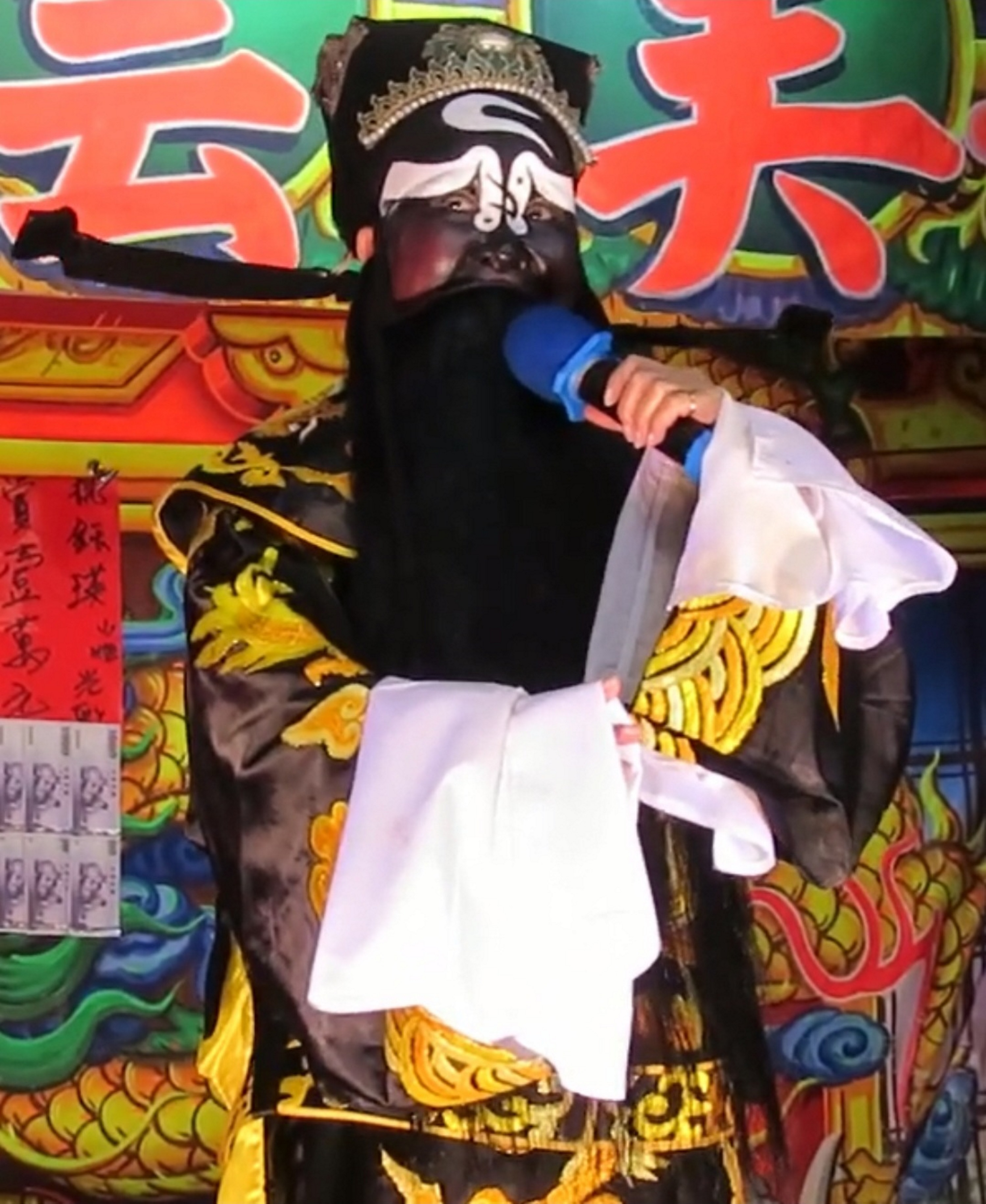
歌仔戲花面
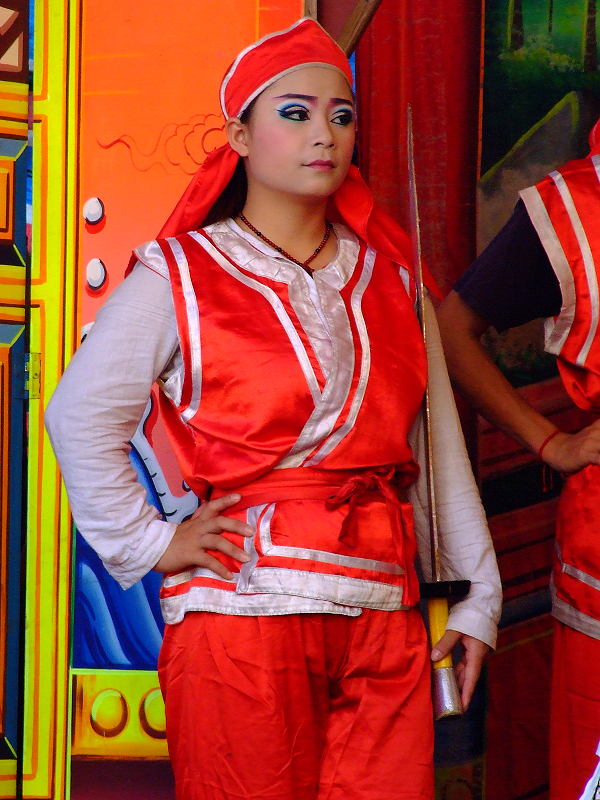
歌仔戲龍套

- 歌仔戲丑角服飾
- 歌仔戲旦角服飾
- 歌仔戲淨角服飾
- 歌仔戲生角服飾

### 身段
以下依據廖瓊枝女士「歌仔戲身段教材」中的示範，分為基礎與身段兩部份；側重於生、旦的身段。
- 基礎動作

| 1.跤步： 1. - 蹋跤 - 換跤 - 半屈跤 - 屈跤 - 夯跤 - 小曲跤 - 小旦步 - 跤間步 - 研步 - 促步 - 蹣步 - 大跳 - 蹉步（著急時） - 跪步 - 踮步 - 蹉步 - 跑蹉步 - 錯步 | 2.手路 1. - 觀音指 - 薑芽指 - 含蕊指 - 暴荀指 - 並排內轉輪 - 上下內輪輪 - 並排外轉輪 - 上下外轉輪 - 輪手花 - 反轉夯垣 - 反轉插腰 - 凌波手 - 平排手 - 拱手 - 觀音指合 - 觀音指分 - 運環 | 3.袖尾 1. - 單手落袖 - 雙手落袖 - 收袖 - 落袖接收 - 內翻袖 - 外翻袖 - 轉袖夯垣 - 轉袖囥後腰 - 撥袖 - 平面掠袖 - 橫向掠袖 - 弄袖 - 飄袖 - 斾袖 - 披袖 - 反披袖 |

- 身段

將各項基礎動作結合起來，並且配合觀目（眼神）即為表演的身段。包含：
- 空手姿勢
- 袖尾姿勢
- 做工

其他的身段：
展扇花、駛目箭（送秋波）、閹雞行（半蹲行進）、踩四角等。

## 傳承保護
歌仔戲是臺灣傳統戲曲文化的一塊瑰寶，隨著時代的變遷，新式娛樂迅速發展，如今傳承面臨了重要課題。
歌仔戲擁有一段傲人的歷史，使得歌仔戲的傳承相當重要且有價值，卻同時也非常急迫。歌仔戲演員日漸減少也成為傳承困難的重要原因。資深歌仔戲導演劉光桐表示，主要因為臺灣的少子化，從最初招生都能滿額甚至還必須淘汰部分報名人員，到現在甚至兩個班的學生相加都達不到一個班的人數標準。不忍看到小孩在戲曲教育中如此辛苦，又看不到歌仔戲演員的好「錢」途，在「家有一兒如有一寶」的今天，讓家長送小孩學歌仔戲的可能性更是越來越低。
除了外部因素嚴重威脅歌仔戲的生存，臺灣本土的戲曲，還要接受現時代的挑戰。隨著科技進步，逐漸全球化的世代，歌仔戲的表演是越發精緻，觸及群眾的範圍卻是每況愈下，年輕世代的眼光難以久注在歌仔戲上，而這無疑是歌仔戲在傳承中難過的一道檻。
歌仔戲從誕生到今天，一路發展走的是艱辛不易，卻也磨練出堅毅刻苦的精神，傳承成為每一代演員肩頭上的擔子。府城秀琴歌劇團的名演員兼編導米雪，自信的說：「不用怕，因為我們做的方面很多廣，我們根本就不怕。我們還有很多關於這個傳統的藝術，我們就可以延伸到很多可以做的事情。」
2022年，陳亞蘭以歌仔戲《嘉慶君遊臺灣》女扮男裝的角色，破天荒奪下第五十七屆金鐘獎最佳男主角獎，她在製作《嘉慶君》賣掉了三棟房子，一生不嫁奉獻給歌仔戲；同年陳亞蘭的恩師也是臺灣歌仔戲國寶楊麗花獲得第三十三屆傳藝金曲獎「戲劇表演類特別獎」。歌仔戲界的其他藝師演員如唐美雲、廖瓊枝、孫翠鳳、許亞芬等都不遺餘力的歌仔戲文化，讓這份藝術能在政府的推動以及民間的傳承下，永久流傳，讓後代子孫能認識到如此珍貴的傳統表演。

## 外部連結
- 期刊论文剧种化：小剧种的保护和生存策略--芗剧发展变化的个案研究 - 文艺研究 - 2002 （页面存档备份，存于）
- 歌仔戲《才子佳人》（17之1） （页面存档备份，存于），青燕歌仔戲團1980年於臺北市新公園露天音樂臺演出，呂炳川錄製，臺灣音樂館典藏
- 歌仔戲《包青天》（18之1） （页面存档备份，存于），青燕歌仔戲團1982年於臺北市東園街演出，呂炳川錄製，臺灣音樂館典藏
- 歌仔戲《狸貓換太子》（5之1） （页面存档备份，存于），呂炳川錄製，臺灣音樂館典藏